# Isla de Umata
Isla Umata (en francés: Île Umata) es una isla en el río Congo. Se encuentra en la República Democrática del Congo, en África central y entre las localidades de Mombongo y Basoko específicamente en las coordenadas geográficas  01°41′57″N 23°10′18″E / 1.69917, 23.17167. Es de casi 20 km de longitud.